# NRA Years
NRA Years to pierwszy kompilacyjny album punkrockowego zespołu No Use for a Name. Jest podsumowaniem działalności kapeli w wytwórni New Red Archives (stąd nazwa). Zawiera piosenki, które na przestrzeni lat przyniosły zespołowi największą popularność.

## Lista utworów
| Nr  | Tytuł utworu            | Długość |
| --- | ----------------------- | ------- |
| 1.  | „Truth Hits Everybody”  | 2:44    |
| 2.  | „Noitall”               | 2:20    |
| 3.  | „I Detest”              | 2:13    |
| 4.  | „It Won't Happen Again” | 4:11    |
| 5.  | „Puppet Show”           | 3:21    |
| 6.  | „Thorn In My Side”      | 2:17    |
| 7.  | „Tollbridge”            | 2:38    |
| 8.  | „Not Your Savior”       | 3:16    |
| 9.  | „Another Step”          | 2:18    |
| 10. | „Don't Miss The Train”  | 2:54    |
| 11. | „Get Out of This Town”  | 1:53    |
| 12. | „Death Doesn't Care”    | 3:21    |
| 13. | „DMV (Live)”            | 3:11    |
| 14. | „Born Addicted”         | 2:20    |
| 15. | „Hail to the King”      | 1:56    |
|     |                         | 40:53   |

## Skład zespołu
Różne składy. Na wszystkich płytach występują jedynie:
- Tony Sly – wokal, gitara
- Rory Koff – perkusja